# Cebras (La Paz)

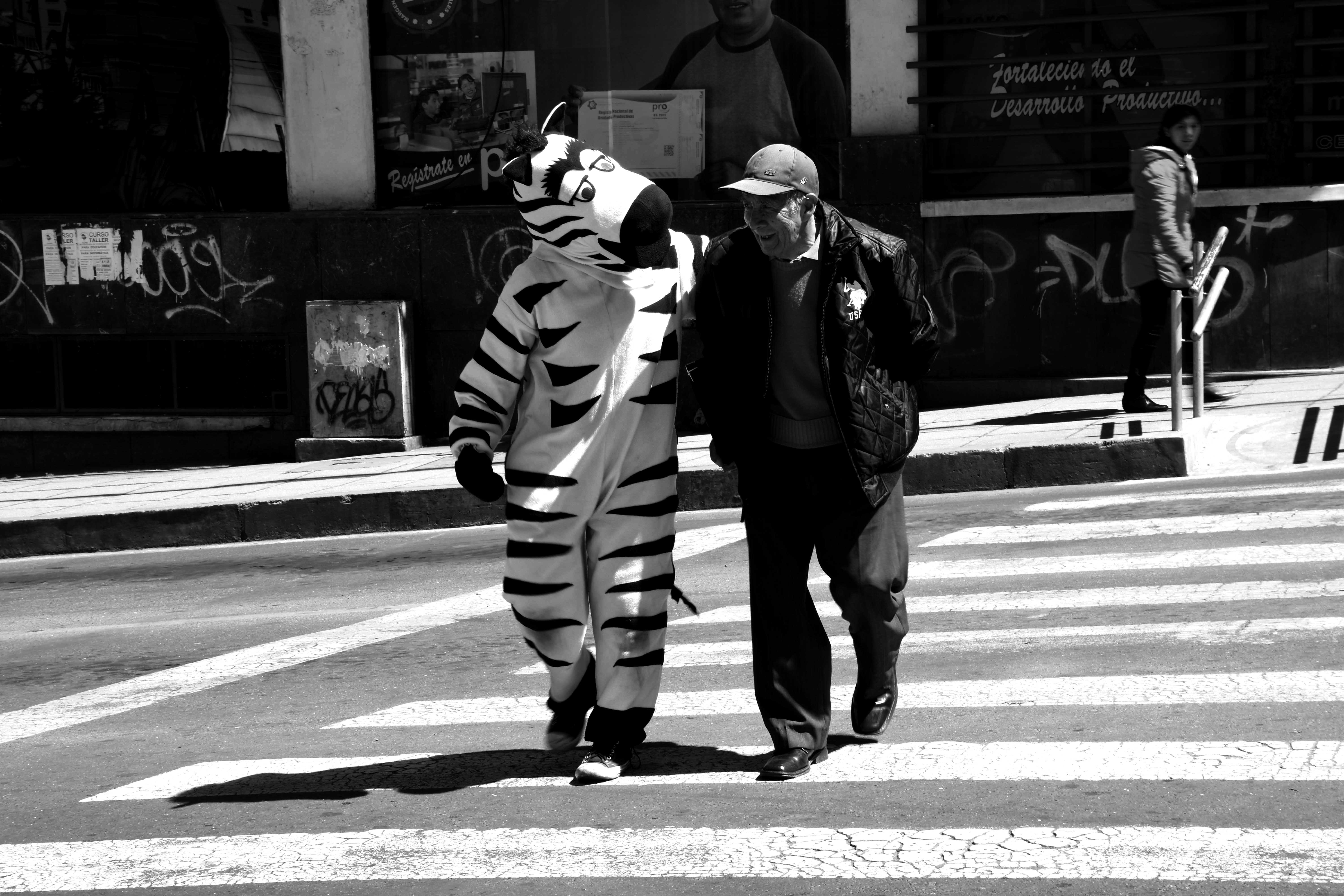

Las Cebras, Cebritas, o Cebras de La Paz, son algunos de los nombres populares con los que se conoce al programa boliviano de voluntarios en  educación vial nacido en 2001 en la ciudad de La Paz como herramienta para el Plan Vial del Gobierno Municipal de esta ciudad. El programa cuyo nombre oficial es: Cebra: tuvo como centro la cultura ciudadana, y el respeto a los espacios peatonales exclusivos o cruces de cebra.
El nombre popular del programa "Cebra" se debe a la existencia de educadores viales en uniforme de cebra realizando labores de apoyo y ordenamiento de flujos peatonales, así como reflexionando a través de puestas en escena de estilo teatral, a conductores de vehículos. Dado el éxito del programa, hasta 2019 se habían implementado programas similares en las ciudades de El Alto, Viacha, Sucre y Tarija.
Entre 2019 y 2020 el programa lanzó un llamado a voluntarios de entre 15 y 22 años, mediante el cual se planificaba contar con 222 postulantes aceptados tras un proceso de formación y selección que incluía; educación vial, comunicación, relaciones humanas, expresión corporal y  teatro.

## Historia

### Inicios

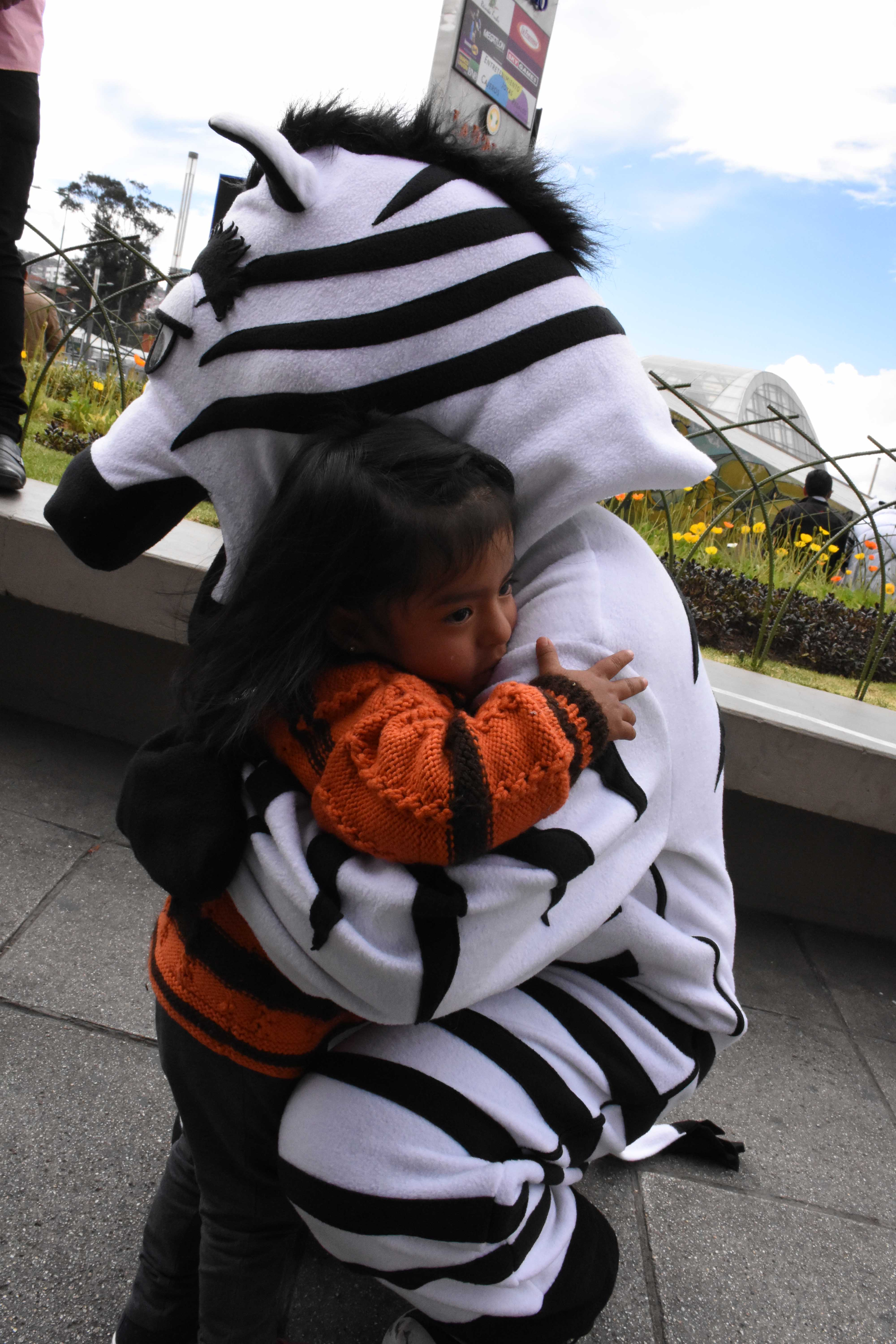

En el año 2001 la situación vial en La Paz, era crítica debido al aumento del parque automotor ya que los ciudadanos no sabían ejercer sus derechos y obligaciones peatonales. 
Fue entonces que desde el Gobierno Autónomo Municipal  de La Paz se elaboró un plan vial, buscando ordenar y controlar el tránsito de los automóviles en el centro de la ciudad y a difundir una campaña de educación dirigida a los ciudadanos sobre las principales reglas viales, como el respeto de los pasos peatonales por las calles o "pasos de cebra".
Para la creación del programa confluyeron tres circunstancias: la implementación del Plan de Tráfico, Transporte y Vialidad para La Paz, la existencia de recursos de la Corte Nacional Electoral para proyectos de educación ciudadana y la visita de una delegación del Gobierno Municipal  a la ciudad de Bogotá.
Inspirado por el programa de mimos implementado en Bogotá por Antanas Mockus, las autoridades del municipio de La Paz implementaron el programa a la cabeza de Pablo Groux. La primera cebra que tomó las calles de La Paz fue puesta en escena por dos estudiantes de teatro que imitaban al animal cuadrúpedo en un solo traje, posteriormente el personaje cambió para convertirse en un bípedo inicialmente acompañado por su némesis; un burro.

### Filosofía cebra
A partir de 2006 la artista Kathia Salazar, conocida como mamá cebra, se hizo cargo del programa implementando lo que se denominó: filosofía cebra, una serie de lineamientos de cultura ciudadana y un programa de formación para los jóvenes educadores denominado actitud cebra. Salazar  incluyó lenguaje artístico, baile, expresión y  teatro en la formación de los voluntarios.

## Impacto cultural

### Cebra por un día
En 2011 se implementó el espacio Cebra por un día, en el que se invita a ciudadanos de diferentes ámbitos a cumplir la labor de educación que realizan las cebras en las calles de La Paz. En la versión del programa en 2019 se habían registrado 860 participantes, meta que buscaron superar en 2020.

### El Zeta
En 2012 se implementó un programa de educación sobre riesgos denominado: Construyendo resiliencia a desastres de origen natural en el municipio de La Paz – Bolivia, el mismo supuso la creación de una miniserie protagonizada por un héroe ciudadano.

### Impacto mediático
El programa fue popularizado a nivel internacional por turistas, de manera que tuvo amplia cobertura en medios, en 2017 el presentador británico John Oliver lanzó el desafío #JustAddCebras, tras un programa en el que presentó el trabajo de los educadores, el desafío se desarrolló en internet, en el mismo se realizaban intervenciones a diferentes vídeos con la figura del  personaje en movimiento.

## Premios y distinciones
- Premio Guangzhou de Innovación Urbana, China[23][24]